# Grinch: Świąt nie będzie (film 2000)

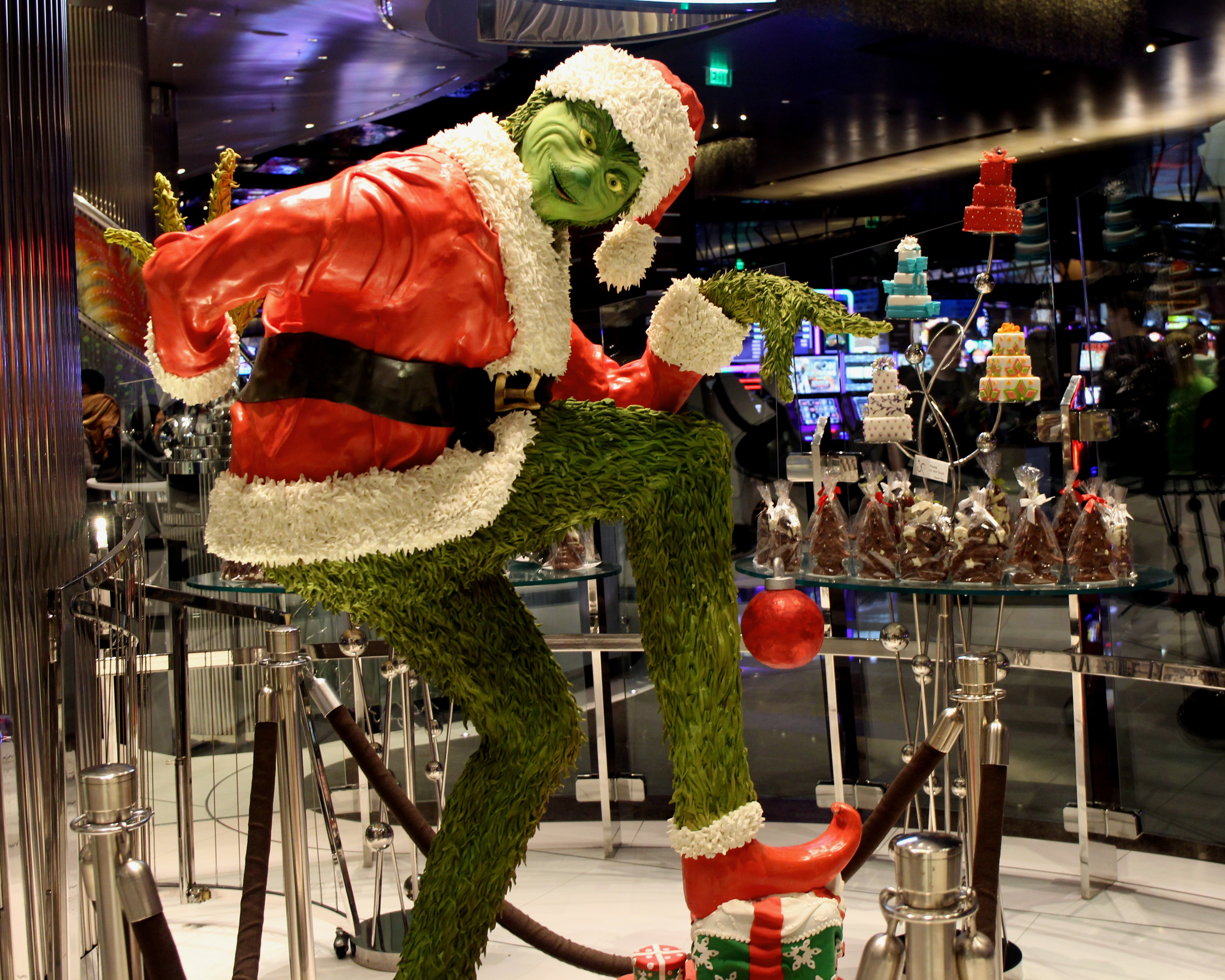
Posąg stanowiący odwzorowanie postaci Grincha

Grinch: Świąt nie będzie (ang. How the Grinch Stole Christmas, 2000) – amerykańsko-niemiecki film fantasy typu live action. Scenariusz oparto na książce autorstwa Dr. Seussa pod tym samym tytułem.
Otrzymał mieszane recenzje; serwis Rotten Tomatoes przyznał mu wynik 53%.

## Fabuła
W Ktosiowie – wiosce położonej w śnieżynce – zbliżają się święta Bożego Narodzenia. Wszyscy mieszkańcy są tym zachwyceni. Jedynie Grinch – tajemniczy, zielony stwór zamieszkujący jaskinię w górach, nie cierpi świąt. Dając się już wcześniej wszystkim we znaki, postanawia zniszczyć mieszkańcom zbliżające się święta. Na ratunek im przychodzi Cindy Lou Who, córka właściciela poczty, która słyszała wiele okropnych legend o niepopularnym Grinchu.

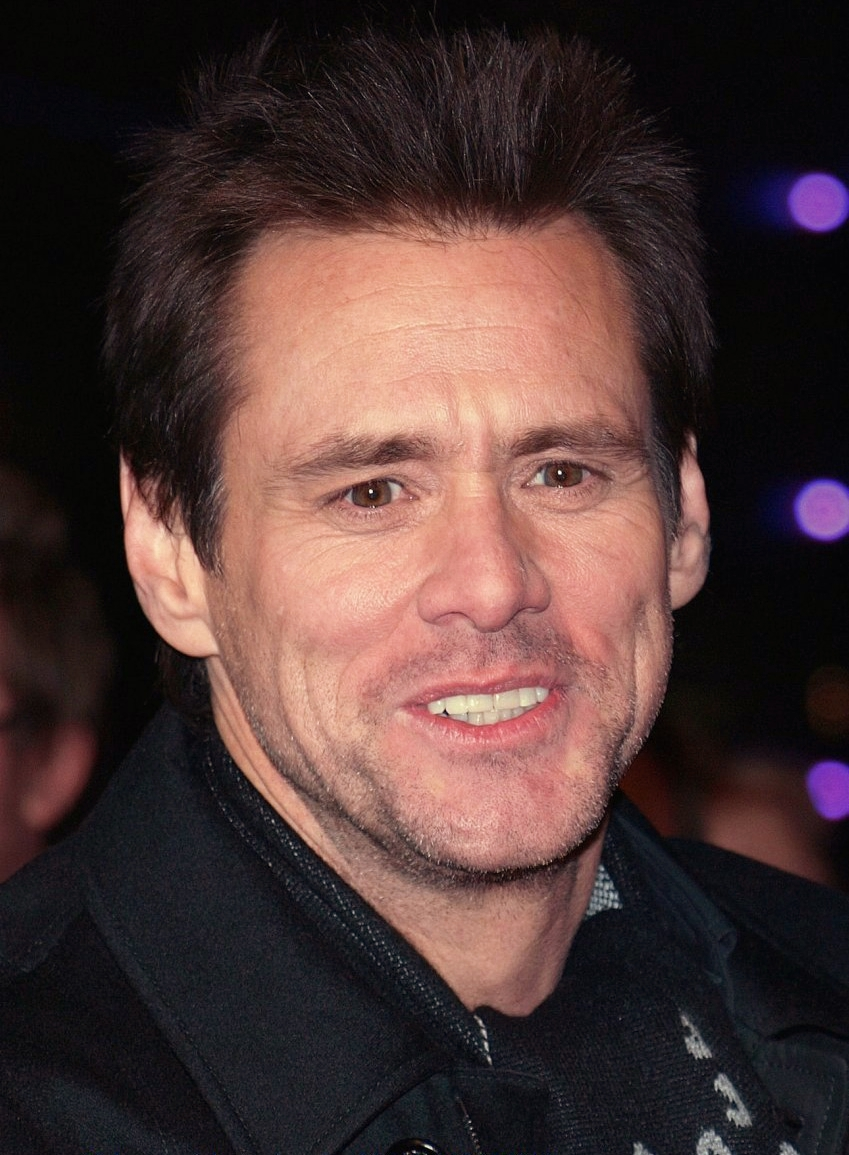
Jim Carrey – odtwórca roli Grincha

## Obsada
| Rola | Aktor              | Dubbing             |
| --- | ------------------ | ------------------- |
| Grinch | Jim Carrey         | Jacek Rozenek       |
| Cindy Lou Who | Taylor Momsen      | Joanna Jabłczyńska  |
| Burmistrz May Who | Jeffrey Tambor     | Paweł Szczesny      |
| Narrator | Anthony Hopkins    | Marek Barbasiewicz  |
| Martha May Whovier | Christine Baranski | Grażyna Wolszczak   |
| Lou Lou Who | Bill Irwin         | Wojciech Paszkowski |
| Betty Lou Who | Molly Shannon      | Edyta Łukaszewska   |
| Whobris | Clint Howard       | –                   |
| Młody Grinch | Josh Ryan Evans    | –                   |
| Clarnella | Mindy Sterling     | –                   |
| Rose | Rachel Winfree     | –                   |
| Elderly Timekeeper | Rance Howard       | –                   |
| Drew Lou Who | Jeremy Howard      | –                   |
| Stu Lou Who | T.J. Thyne         | –                   |
| Christina Whoterberry | Lacey Kohl         | –                   |
| Junie | Nadja Pionilla     | –                   |
| Wersja polska: Start International Polska Reżyseria: Elżbieta Kopocińska-Bednarek Dialogi polskie: Katarzyna Wojsz-Saaid Adiustatorka: Maria Etienne Kierownictwo muzyczne: Marek Klimczuk Dźwięk i montaż: Hanna Makowska Tekst piosenki: Elżbieta Chojnowska Kierownik produkcji: Paweł Araszkiewicz Opieka artystyczna: Magdalena Sołtyńska |                    |                     |
| Piosenki śpiewają: Jacek Bończyk – Grinch, Joanna Jabłczyńska – Cindy |                    |                     |